# Elisabeth Jordán
Pour les articles homonymes, voir Jordán (homonymie).
Elisabeth Jordán Canavete, née le 26 août 1983 à Carthagène, est une chanteuse espagnole. Elle est notamment connue pour avoir participé à l'émission Popstars en Espagne et a fait partie du groupe BELLA POP.
Elle a aussi joué dans la série télévisée espagnole Un, dos, tres et a fait partie du groupe issu de la série UPA DANCE 2.

## Biographie
Elisabeth Jordán est née à Carthagène le 26 août 1983. Avant d'entrer dans Popstars, elle travaillait dans la discothèque Le Quijote, gérée par son père à Carthagène.

## Discographie

### Albums
- 2002 : Chicas Al Poder[1] (avec le groupe Bellepop)
- 2005 : Contigo[2] (avec le groupe Upa Dance)
- 2014 : Dibujame Un Sueño[3]

### Singles
- 2002 : La Vida Que Va (avec le groupe Bellepop)
- 2003 : Si Pides Más (avec le groupe Bellepop)
- 2003 : Chicas Al Poder (avec le groupe Bellepop)
- 2005 : Contigo (My baby) (avec le groupe Upa Dance)
- 2005 : Te Extraño (avec le groupe Upa Dance)
- 2005 : Luz, Camara, Accion (avec le groupe Upa Dance)

## Goûts
Ses habitudes sont d'aller au cinéma, chanter et danser. Elle s'habille généralement avec un style plutôt funk, ses articles d'habillement favoris sont les casquettes de hip-hop,
Ses idoles sont Alicia Keys, Christina Aguilera et Britney Spears. Elle aime les types de musique funk, pop et R&B. Elle aime les hommes grands, bruns et très romantiques. Sa fête idéale serait sur une plage avec toutes ses amies, avec un feu en dansant et en buvant toute la nuit.